# Isias Filostorgo
Isias Filostorgo foi a esposa de Antíoco Teos, rei de Comagena.
Antíoco Teos era filho de Mitrídates I de Comagena e, possivelmente, de Laódice, esposa do seu pai. Laódice era filha de Antíoco Gripo e, possivelmente, da princesa ptolemaica Trifena.
Além de Antíoco, Mitrídates e Laódice tiveram, possivelmente, outros filhos, Mitrídates II de Comagena e Isias Filostorgo. Isias se casou com seu irmão Antíoco. Segundo Grace Harriet Macurdy, o epíteto Philostorgos poderia significar que Isias era irmã-esposa de Antíoco, ou poderia ser apenas um eco do epíteto de Laódice Filadelfa, esposa, mas não irmã, de Mitrídates I.
Segundo Roger Beck, com base no túmulo construído entre 30 e 20 a.C. por Mitrídates II de Comagena para quatro de suas parentes do sexo feminino, Mitrídates II era filho de Isias e Antíoco, tinha duas irmãs, Laódice e Antióquida e uma sobrinha, Aca, filha de Antióquida. Este monumento era o túmulo de Isias, Antióquida e Aca, e uma homenagem (um cenotáfio) de Laódice, que havia se casado com rei dos partas Orodes II e foi assassinada, junto de seu marido e seus filhos, pelo parricida e fratricida Fraates IV.